# روبرت بايرون
روبرت بايرون Robert Byron ولد في 1905 ومات في 1941 ،كاتب ورحاله بريطاني أنهى دراسته في كلية ميرتون بجامعة أكسفورد ،مات أثناء الحرب العالمية الثانية إثر تحطم قاربه أثناء رحلته إلى مصر عن طريق الطوربيدات الألمانية.
من أشهر مؤلفاته الطريق إلى أوكسيانا الذي أعتبر المثل الجيد لكتاب رحاله عدة، حيث يسرد رحلة ال 10 شهور التي قضاها في فارس وأفغانستان سنة 1933 و1934 ب شركة كريستوفر سيكيس، وقد سافر بعد ذلك إلى عدة أماكن مختلفة ك جبل آثوس والهند والإتحاد السوفيتي والتبت، ولكن رحلته إلى فارس وأفغانستان هي التي شكلت نمطه في الكتابة.